# Witstaartsabelvleugel
De witstaartsabelvleugel (Campylopterus ensipennis) is een vogel uit de familie Trochilidae (kolibries).

## Verspreiding en leefgebied
Deze soort is endemisch in noordoostelijk Venezuela en het voor de Venezolaanse kust gelegen eiland Tobago maar komt niet op Trinidad voor Trinidad en Tobago.

## Status
De grootte van de populatie wordt geschat op 50-100 duizend volwassen vogels en dit aantal neemt af. Op de Rode lijst van de IUCN heeft deze soort de status gevoelig.  